# Natnael Tesfatsion
Natnael Tesfatsion (født 23. maj 1999 i Asmara) er en cykelrytter fra Eritrea, der er på kontrakt hos Movistar Team.